# 보반끼엣
보반끼엣(Võ Văn Kiệt, 1922년 11월 23일 ~ 2008년 6월 11일)은 베트남의 정치인이다.
빈롱 성 출신이며 1939년에는 인도차이나 공산당(현재의 베트남 공산당)에 입당했다. 제1차 인도차이나 전쟁, 베트남 전쟁에서 북베트남 군인으로 참전했고 1976년 12월에는 베트남 공산당 호찌민 시 중앙위원회 위원으로 선출되었다.
1982년 8월 23일부터 1991년 8월 8일까지 베트남의 부총리를 역임했으며 1991년 8월 8일부터 1997년 9월 25일까지 베트남의 총리를 역임했다. 부총리, 총리 재직 시절에는 베트남의 개혁 개방 정책인 도이머이 정책을 수립했다. 2008년 6월 11일 싱가포르에서 향년 86세를 일기로 사망했다.